# Татарчук, Владимир Валентинович
Владимир Валентинович Татарчук (род. 10 сентября 1975 года, Соликамск, СССР) — предприниматель, инвестор, топ-менеджер, в 2005—2010 гг. и 2011—2013 гг. заместитель председателя правления «Альфа-Банка», в 2010—2011 гг. — заместитель председателя правления банка ВТБ, в настоящее время — председатель совета директоров инвестиционной компании Proxima Capital Group.

## Биография
В 1997 году Владимир Татарчук окончил юридический факультет МГУ. Также имеет диплом высшего исполнительного руководителя Европейского института управления бизнесом INSEAD.
В 1995—1996 годах — юрисконсульт в АОЗТ «Альфа-Капитал». В 1996—1997 годах — заведующий юридическим отделом компании.
В 1997 году возглавил юридический отдел «Альфа-капитал брок» — инвестиционно-брокерской компании в составе «Альфа-Групп».
С 1998 по 2004 год занимал должность заместителя начальника управления корпоративного финансирования, вице-президент ОАО «Альфа-Банк». В 2004—2005 годах — управляющий директор по корпоративным финансам, начальник управления корпоративного финансирования, старший вице-президент «Альфа-Банка».
В 2005 году Владимир Татарчук стал старшим вице-президентом-руководителем блока «Корпоративный Банк» «Альфа-Банка», отвечающим за работу с крупнейшими заёмщиками. С 2005 — руководитель блока «Корпоративный Банк», заместитель председателя правления «Альфа-Банка». В 2009 году под руководством Татарчука «Альфа-Банк» свёл инвестиционный и корпоративный бизнес в единый блок, он стал его соруководителем.
Во время финансового кризиса 2008 года структуры «Базового элемента» Олега Дерипаски не смогли платить по корпоративным займам. В частности, алюминиевая компания «Русал» вынудила своих кредиторов согласиться на рассрочку или реструктуризации. Татарчук лично вёл переговоры с «Русалом», и в результате «Альфа-Банк» стал единственным кредитором, кто смог вернуть свои деньги.
В июле 2010 года по приглашению главы банка ВТБ Андрея Костина Татарчук перешёл в госбанк на должность заместителя председателя правления. В 2011 году был включён журналом Forbes в рейтинг российских топ-менеджеров с наибольшим вознаграждением. Под приход Татарчука в ВТБ была изменена организационная структура корпоративного бизнеса банка, был сформирован единый корпоративно-инвестиционный банк, включающий «ВТБ Капитал». В сфере ответственности Владимира Татарчука оказалась большая часть корпоративного бизнеса.
После ухода из ВТБ в 2011 году Владимир Татарчук рассматривал ряд предложений, в том числе и от «Сбербанка», но вернулся в «Альфа-Банк» на повышение в должности. Летом 2011 года банк провёл перестановки в руководстве, и Татарчук занял должность первого заместителя председателя правления, а также единоличного руководителя блока «Корпоративно-инвестиционный банк», которым до ухода в ВТБ управлял совместно с Эдуардом Кауфманом.
В апреле 2013 года Владимир Татарчук объявил, что покинет «Альфа-Банк», чтобы в дальнейшем заняться разработкой собственных проектов на рынке финансов и частных инвестиций. В 2013 году он основал компанию Proxima Capital Group, где у него два партнёра — основатель группы «Ермак» Владимир Ермошин и экс-директор по корпоративным финансам «Альфа-Банка» Максим Кравченко. Proxima Capital Group инвестирует собственные средства в капитал непубличных компаний и консультирует по двум направлениям: инвестиционно-банковские услуги и услуги по работе со стрессовыми активами. Портфельные компании Proxima Capital Group: оптово-распределительный центр «Русагромаркет», производитель керамического гранита Quadro Decor, компания по производству и продаже берёзовой фанеры и МДФ United Panel Group, сервис индивидуального хранения «Альфасклад» и каршеринг «Ситидрайв» (до апреля 2021 года компания работала под брендом YouDrive).